# André Téchiné
André Téchiné (født 13. marts 1943) er en fransk filminstuktør.
Han er medlem af den nye bølge og skrev anmeldelser for Cahiers du Cinema.

## Udvalgte film
- Paulina s'en va (1969)
- Barocco (1976)
- Les Sœurs Brontë (Søstrene Brontë, 1979)
- L'Hôtel des Ameriques (1981)
- Ma saison preférée (1993)
- Les Roseaux sauvages (1994)